# توماس فيتزباتريك (مستكشف)
توماس فيتزباتريك (بالإنجليزية: Thomas Fitzpatrick)‏ (و. 1799 – 1854 م) هو مستكشف أمريكي، ولد في مقاطعة كافان، توفي في واشنطن العاصمة، عن عمر يناهز 55 عاماً.